# 萨卡里·图奥米奥亚
萨卡里·塞韦里·图奥米奥亚（芬蘭語：Sakari Severi Tuomioja，1911年8月29日—1964年9月9日），芬兰政治家及外交家。他在1953-1954年间担任过芬兰总理，1951至1952年间担任外交部长，1945至1955年间担任芬蘭銀行行长。他也担任过芬兰驻伦敦和斯德哥尔摩的大使。
图奥米奥亚是芬兰第一位联合国高级官员。他作为1963至1964年间塞浦路斯危机的调停人以及在任期间的突然去世而让人怀念。图奥米奥亚也是第一位受邀参加彼爾德伯格會議的芬兰人。